# سفارة بولندا في روسيا
سفارة بولندا في روسيا هي أرفع تمثيل دبلوماسي لدولة بولندا لدى روسيا. تقع السفارة في موسكو وهي تهدف لتعزيز المصالح البولندية في روسيا.

## وصلات خارجية
- الموقع الرسمي
- قائمة سفارات بولندا
- قائمة السفارات في روسيا